# Mombeltrán
Mombeltrán è un comune spagnolo di 1 123 abitanti situato nella comunità autonoma di Castiglia e León.